# Niedersächsisches Wattenmeer und angrenzendes Küstenmeer
Niedersächsisches Wattenmeer und angrenzendes Küstenmeer ist ein Europäisches Vogelschutzgebiet (Schutzgebietkennung V 03, Gebietsnummer DE 2210-401). Es liegt in Niedersachsen. Als untere Naturschutzbehörden sind die Landkreise Aurich, Cuxhaven, Friesland, Leer, Wesermarsch, Wittmund, die Städte Cuxhaven, Emden, Wilhelmshaven sowie die Nationalparkverwaltung Niedersächsisches Wattenmeer und der Niedersächsische Landesbetrieb für Wasserwirtschaft, Küsten- und Naturschutz (NLWKN) zuständig.

## Beschreibung des Gebiets
Das Schutzgebiet ist etwa 354.882 Hektar groß. Es erstreckt sich entlang der Nordseeküste und ist dem niedersächsischen Festland außendeichs vorgelagert. Es ist in großen Teilen deckungsgleich mit dem Nationalpark niedersächsisches Wattenmeer sowie dem FFH-Gebiet 001 „Nationalpark Niedersächsisches Wattenmeer“. Ein kleiner Teil des Dollarts sowie der Jadebusen sind ebenfalls Teil des Vogelschutzgebietes, die Siedlungsflächen der Inseln sind hingegen ausgenommen. Das Gebiet beinhaltet Salzwiesen, Wattflächen, Sandbänke, flache Meeresbuchten und Düneninseln sowie Teile des Emsästuars mit Brackwasserwatt und einen Teil des Dollart. Im Jahr 2007 wurde das Gebiet um die in der offenen See angrenzenden Wasserflächen (Offshore-Gebiete) der 12-Seemeilen-Zone mit Wassertiefen von 10 bis 12 Metern erweitert. Am  2. März 2010 beschloss die Landesregierung, das Gebiet um das Vogelschutzgebiet „Borkum Riff“ zu erweitern.

## Flora und Fauna
Das Schutzgebiet ist durch Salzwiesen, Wattflächen, Sandbänke, flache Meeresbuchten und Düneninseln geprägt. Im Bereich des Emsästuars und des Dollarts gibt es mit Brackwasserwatt. Naturräumlich wird es den Regionen Ostfriesische Seemarschen, Wesermarschen, Ostfriesische Inseln und Watten, Wesermündung Geest und Deutsche Bucht sowie den Ems- und Wesermarschen zugeordnet. Das Gebiet gilt als „Feuchtgebiet von internationaler Bedeutung und dient zahlreichen Wat- und Wasservogelarten als herausragendes Brut- und Rastgebiet.“ Die Meeresgebiete dienen Vögeln als Rastplatz, so etwa dem Sterntaucher, der im Bereich des Borkumriffs anzutreffen ist. Von der etwa 180.000 Vögel zählende nordwesteuropäische Brandgans-Population verbringen rund 80.000 Tiere ihre Mauserzeit zwischen Juli und September im niedersächsischen Wattenmeer. Auch etwa 70.000 Eiderenten verbringen hier ihre Mauserzeit oder überwintern im Vogelschutzgebiet. Häufiger Wintergast und Durchzügler ist die Trauerente, deren Bestand im Vogelschutzgebiet auf 52.000 Individuen geschätzt wird. Für alle drei Arten hat Niedersachsen nach Ansicht des NLWKN eine internationale Bedeutung, da der Gesamtbestand über 1 % der biogeografischen Population beträgt. Alle drei sind zu den Zugzeiten häufig im Gebiet anzutreffen: Die Brandgans vornehmlich über dem Watt, die Trauerente über der offene See und die Eiderente über beiden Lebensräumen.
Zur Nahrungssuche nutzt die Brandgans vor allem die Wattflächen, während zumeist auf dem Wasser rasten. Das Vorkommen von Eiderenten und Trauerenten kommen konzentriert sich auf Flachgründe mit hohen Muschelbeständen vor. Während die Trauerente fast ausschließlich das offene Küstenmeer nutzt, kommt die Eiderente auch an Muschelbänken in der Gezeitenzone sowie an Buhnen und Molen vor. Kleinere Eiderenten-Bestände rasten bei Hochwasser auch auf Sandbänken und auf Sandstränden. Bestände abseits der Küsten sind bei allen Arten unbedeutend.
Gleichzeitig ist das Wattenmeer Rastgebiet für Brutvögel nordischer Länder, die sich hier die Fettreserven anfressen, die sie für eine erfolgreiche Brut benötigen. So finden sich im gesamten Wattenmeer etwa 10–12 Millionen Watvögel, Gänse, Enten und Möwen ein.
Wertbestimmende Vogelarten sind jene Arten, die für die einzelnen EU-Vogelschutzgebiete in Niedersachsen von hervorgehobener Bedeutung sind. Als werbestimmende Brutvögel kommen Brandseeschwalbe, Flussseeschwalbe, Kornweihe, Küstenseeschwalbe, Löffler, Rohrdommel, Rohrweihe, Säbelschnäbler Seeregenpfeifer, Sumpfohreule, Wanderfalke und Zwergseeschwalbe vor. Zu den wertbestimmenden Gastvögeln zählen Brandseeschwalbe, Flussseeschwalbe, Goldregenpfeifer, Küstenseeschwalbe, Löffler, Nonnengans, Pfuhlschnepfe, Säbelschnäbler, Sterntaucher, Wanderfalke Zwergseeschwalbe sowie Zwergmöwe. Von den Zugvogelarten kommen Eiderente, Feldlerche, Großer Brachvogel, Heringsmöwe, Kiebitz, Kormoran, Löffelente, Rotschenkel, Schafstelze, Steinschmätzer und Uferschnepfe als Brutvögel vor. Als Gastvögel unter den Zugvogelarten sind Alpenstrandläufer, Austernfischer, Berghänfling, Blässgans, Brandgans, Dreizehenmöwe, Eiderente, Graugans, Großer Brachvogel, Grünschenkel, Heringsmöwe, Kiebitz, Kiebitzregenpfeifer, Knutt, Kormoran, Krickente, Lachmöwe, Löffelente, Mantelmöwe, Meerstrandläufer, Ohrenlerche, Pfeifente, Regenbrachvogel, Ringelgans, Rotschenkel, Sanderling, Sandregenpfeifer, Schneeammer, Sichelstrandläufer, Silbermöwe, Spießente, Steinwälzer, Stockente, Strandpieper, Sturmmöwe, Tordalk, Trauerente, Trottellumme sowie Uferschnepfe, gemeldet worden.